# B.A.B.S.
B.A.B.S. (voluit: Buitengewoon Ambtenaar van de Burgerlijke Stand) is een Nederlandse televisieserie uit 2017 ontwikkeld door Rita Horst en Lineke van den Boezem voor het digitale televisiekanaal en streamingdienst KPN Presenteert. Diederik Ebbinge speelt de hoofdrol als trouwambtenaar Loek Nieuwenhaag met de handicaps faalangst, hyperventilatie, claustrofobie en smetvrees.
Vanaf 27 mei 2018 was het programma te zien bij de AVROTROS op NPO 3.

## Verhaal
Loek Nieuwenhaag is werkloos geworden en op zoek naar een nieuwe baan. Hij krijgt een baan bij Layla van Weteren die het bureau Look-a-Layla runt van lookalikes, omdat hij als twee druppels water lijkt op de bekende acteur Anton Faber. De acteur speelt de hoofdrol als trouwambtenaar in de populaire Nederlandse film Voor eeuwig verbonden met de bekende trouwscène die voor veel mensen het toppunt is van romantiek. Loek wordt als lookalike door toekomstige bruidsparen gevraagd om op hun bruiloft de scène na te spelen. Loek wordt veel gevraagd op trouwpartijen totdat de echte Anton Faber zeer negatief in het nieuws komt. Maar Layla legt zich er niet bij neer en verzint een list.
In het privéleven heeft Loek het ook niet makkelijk als zijn vriendin Anneke het in haar hoofd krijgt over een bucketlist. Ze wil dat hij weer bij zijn moeder Marian gaat wonen. Daar is Loek ook niet gelukkig als zijn moeder een nieuwe vriend krijgt, die ook bij haar intrekt. Rijinstructeur Barbara probeert Loek zijn zelfvertrouwen terug te laten winnen.
Bij Look-a-Layla solliciteren tussendoor ook dubbelgangers van bekende Nederlanders gespeeld door henzelf in een heel ander uiterlijk, waaronder Hans Klok, Dennis van der Geest, Georgina Verbaan, Dieuwertje Blok, Noortje Herlaar, Dries Roelvink en Yvon Jaspers. In het verhaal spelen Koos van Plateringen en Airen Mylene zichzelf. Loretta Schrijver speelt in de serie zichzelf en als dubbelganger. Henny Huisman komt ook voorbij als dubbelganger (zoals hij in het echt ook uitziet), maar hij baalt ervan als iedereen hem Henny noemt. Beau van Erven Dorens komt niet als zichzelf langs bij Layla, maar als lookalike van Freddie Mercury. Herlaar speelt met de rol van Renate in de meeste afleveringen van alle dubbelgangers. De bruid en bruidegom uit de trouwscène van de film Voor eeuwig verbonden zijn gespeeld door Sanne Langelaar en Mark van Eeuwen.

## Rolverdeling

### Hoofdrollen
| Acteur           | Personage                       |
| ---------------- | ------------------------------- |
| Diederik Ebbinge | Loek Nieuwenhaag en Anton Faber |
| Bianca Krijgsman | Anneke Bol                      |
| Annet Malherbe   | Layla van Weteren               |
| Joke Tjalsma     | Marian Nieuwenhaag              |

### Bijrollen
| Acteur                  | Personage                         |
| ----------------------- | --------------------------------- |
| Hajo Bruins             | Willem                            |
| Sarah Bannier           | Barbara                           |
| Noortje Herlaar         | Renate                            |
| Genio de Groot          | Herman                            |
| Harry Piekema           | Wouter                            |
| Anna Keuning            | Sophie                            |
| Mariana Aparicio Torres | Juanita, schoonmaakster van Anton |
| Bert Hana               | Raymond                           |

### Gastrollen
| Acteur                    | Personage           |
| ------------------------- | ------------------- |
| Marjan Luif               | Beatrix look-a-like |
| Mirjam de Rooij           | Carina              |
| Anna Raadsveld            | Laura               |
| Hanna van Vliet           | Keet                |
| Lieneke le Roux           | Leonie              |
| Jos Nargy                 | Hajo                |
| Eva Damen                 | Rakje               |
| Mads Wittermans           | Hubèrt              |
| Jaap Maarleveld           | meneer de Wit       |
| Ingeborg Uyt den Boogaard | mevrouw Janssen     |
| Jim Deddes                | Rik                 |
| Rosa van Leeuwen          | Showanna            |
| Steef Cuijpers            | Peter               |
| Claire Bender             | Tessa               |
| Nick Golterman            | Ruben               |
| Jaap ten Holt             | vader van Tessa     |
| Ilse Warringa             | moeder van Tessa    |
| Leo Alkemade              | Jeroen              |
| Lykele Muus               | Kai                 |
| Nadja Hüpscher            | Nini                |
| Jip Smit                  | Samira              |
| Juul Vrijdag              | Nel                 |
| Lukas Dijkema             | Ge                  |
| Kim van Zeben             | Joke                |
| Ad van Kempen             | Frits               |
| Tomer Pawlicki            | Levie               |
| Sophie Höppener           | Elze                |
| Debbie Korper             | Rachel              |
| Finn Poncin               | Izak                |
| Floor Rolf                | Romy                |
| Tarikh Janssen            | Mike                |
| Bertrie Wierenga          | Serveerster         |

## Afleveringen
| Afl. | Datum *         | Kijkcijfers | Titel                    |
| ---- | --------------- | ----------- | ------------------------ |
| 1    | 27 mei 2018     | 468.000     | Loek en Anneke           |
| 2    | 3 juni 2018     | 305.000     | Loek en Marian           |
| 3    | 10 juni 2018    | 186.000     | Loek en Barbara          |
| 4    | 24 juni 2018    | 161.000     | Loek en Anton            |
| 5    | 1 juli 2018     | 82.000      | Loek als Anton           |
| 6    | 8 juli 2018     | 147.000     | Loek en onzelieveheer    |
| 7    | 15 juli 2018    | 242.000     | Loek en Layla            |
| 8    | 22 juli 2018    | 267.000     | Loek en Renate           |
| 9    | 29 juli 2018    | 295.000     | Layla als Loek           |
| 10   | 5 augustus 2018 | 243.000     | Loek en Toch Weer Anneke |

Datum uitzending bij AVROTROS *